# Sorgschrofen
Le Sorgschrofen est une montagne des Alpes d'Allgäu culminant à 1 635 ou 1 636 mètres d'altitude. Située à la limite entre la Bavière et le Tyrol, elle se trouve sur un quadripoint formé par les frontières autrichienne et allemande. À 265 mètres au sud-ouest du Sorgschrofen, également sur la frontière, se trouve le Zinken, culminant à 1 613 mètres. Sur chaque sommet se trouve une croix sommitale.

## Quadripoint
Le Sorgschrofen est le seul point reliant la ville autrichienne de Jungholz au reste du pays,. Le Sorgschrofen est donc situé sur un quadripoint binational, car deux segments de la frontière germano-autrichienne s'y croisent,. Les quatre communes les plus proches de ce point sont :
- Bad Hindelang (Bavière, Allemagne) à l'ouest ;
- Pfronten (Bavière, Allemagne) à l'est ;
- Jungholz (Tyrol, Autriche), au nord ;
- Schattwald (Tyrol, Autriche), au sud.

## Histoire
Au niveau de Jungholz, la frontière entre la Bavière et le Tyrol a été définie par un traité le 30 janvier 1844, qui a été complété le 16 décembre 1850 (Grenzberichtigungsvertrag vom 30. Jänner 1844, mit dem Ergänzungsvertrag vom 16. Dezember 1850). Ce traité affirme que les frontières austro-allemandes se rejoignent au niveau de la borne frontalière no 110, qui est taillée dans une pierre au sommet du Sorgschrofen,.

## Ascension
L'ascension du Sorgschrofen est possible par deux itinéraires, l'un partant de Jungholz et allant directement au sommet, et l'autre partant de Unterjoch (en) et passant par le Zinken. Cependant, le chemin sur la crête est recommandé aux randonneurs expérimentés seulement, car, même s'il est partiellement sécurisé, il est exposé à de nombreux risques,. De plus, le chemin emprunté pour l'ascension du Sorgschrofen est gelé jusqu'à la fin du printemps.

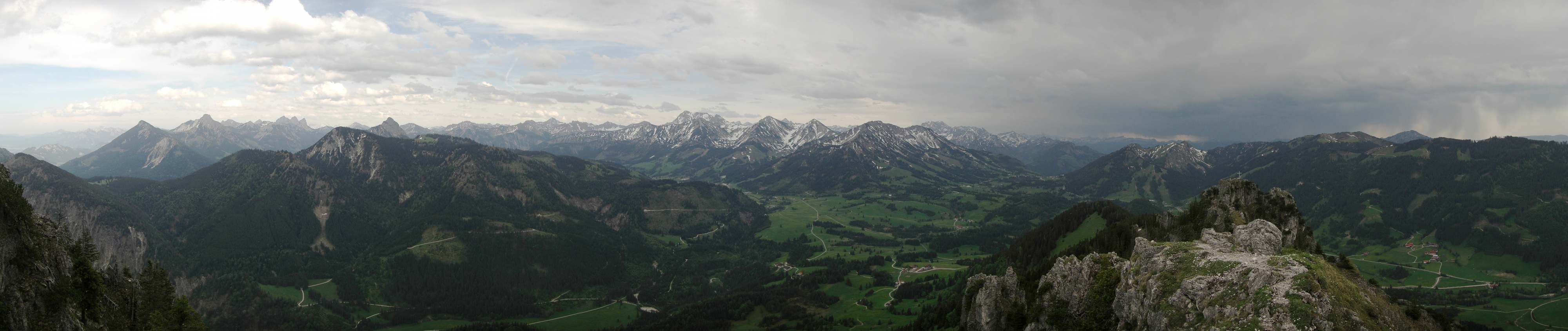
Panorama du sommet Sorgschrofen ; le Zinken se trouve à droite.